# Amoya gracilis
 Amoya gracilis  es una especie de peces de la familia de los Gobiidae en el orden de los Perciformes.

## Hábitat
Es un pez de mar y de Clima tropical y demersal.

## Distribución geográfica
Se encuentra en el Pacífico occidental central: Singapur, Papúa Nueva Guinea y Australia. 

## Observaciones
Es inofensivo para los humanos. 